# Tomas Sodeika

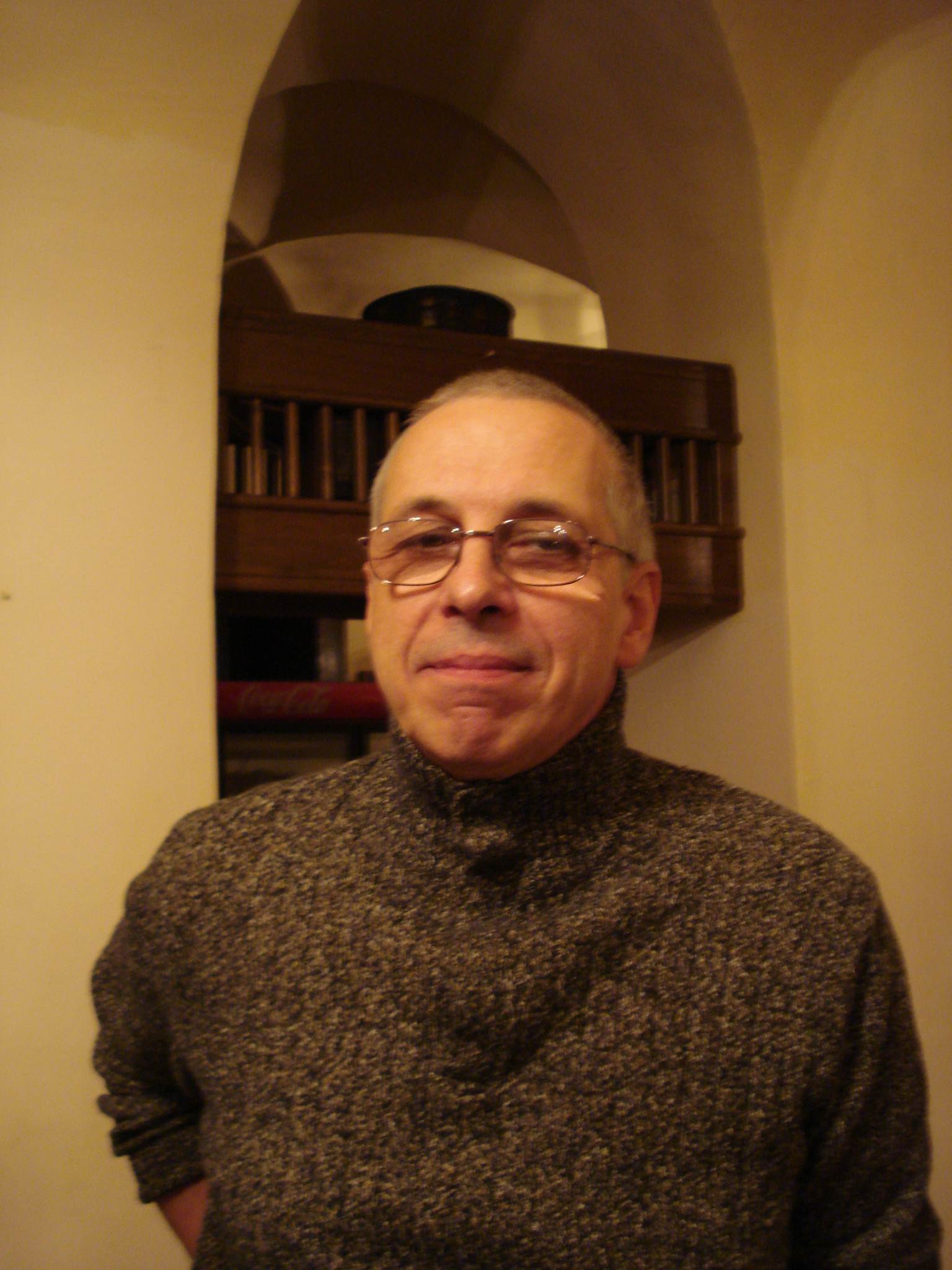
Tomas Sodeika

Tomas Sodeika (* 1949 in Kaunas) ist ein litauischer Philosoph und Professor.

## Leben
1983 promovierte Sodeika zum Thema „Phänomenologische Ontologie von Roman Ingarden“ (Romano Ingardeno fenomenologinė ontologija). 2007 habilitierte er bei Profesor Zenonas Norkus.
Er war Leiter des Lehrstuhls für Philosophie an der Vytautas-Magnus-Universität Kaunas und lehrte an der Fakultät für Geisteswissenschaften der Technologischen Universität Kaunas sowie  Kunstakademie Vilnius. Jetzt ist er Professor an der Universität Vilnius.

## Werke
- Philosophie und Text // Filosofija ir tekstas. Mokslo monografija. Kaunas, Technologija, 2010, ISBN 978-9955-25-767-7
- Philosophie (Lehrbuch für Schüler) // Filosofija. Vadovėlis XI–XII klasių mokiniams, Vilnius, Tyto alba, 2002, ISBN 9986-16-250-5 (mit Jūrate Baranova).